# Vazoprotektivi
Vazoprotektivi su lijekovi za liječenje bolesti vena - pri tome se ponajprije misli na hemoroide i varikozitete vena. Mnogi lijekovi iz ove skupine imaju dvojben ili vrlo slab učinak.
Vene su krvne žile koje vode krv s periferije prema srcu. No, kada se kaže "vena" uglavnom se misli na vene koje vode deoksigeniziranu krv iz tijela u srce, iako postoje i plućne vene koje vode oksigeniziranu krv iz pluća u srce. Za razliku od arterija koje imaju jake i izdržljive višeslojne stjenke, vene imaju slabije stjenke. Dok u arterijama vlada arterijski krvni tlak od 80 do 120 mm Hg u venama je tlak vrlo nizak. Stoga, da bi krv ipak mogla teći vene su opskrbljene venskim zaliscima - ventilskim tvorbama koje omogućuju jednosmjerno gibanje krvi, prema srcu. 
Međutim, ti zalisci mogu vremenom oslabiti, pa i propasti, a u tom slučaju njihova funkcija se gubi. Tada dolazi do staze krvi. To znači sa se krv sporije kreće prema srcu, kumulira se u donjim dijelovima organizma te vrši pritisak na vene udova. Tada može doći do pojave varikoznih vena tj. "proširenih vena". Također, jedna od vrlo čestih oboljenja vena jesu i hemoroidi. 
Vazoprotektivi su:
- Antihemoroidalije
- Heparin
- Kalcijev dobesilat
- Bioflavonoidi
- Diosmin
- Escin